# Die schöne Müllerin
Die Schöne Müllerin (em português, "A Bela Moleira"), Op.25, D 795, é um ciclo de canções  compostas por Franz Schubert, para piano e solo vocal, baseadas em poemas de Wilhelm Müller.